# Paz de Almazán
La Paz de Almazán fue firmada entre Pedro IV de Aragón y Enrique II de Castilla el  12 de abril de 1375 en la ciudad de Almazán dentro del contexto hispano de la guerra de los Cien Años.
La guerra entre las dos coronas que empezó en 1356 tuvo varias vicisitudes, pasando el reinado castellano, después de la victoria de Enrique sobre Pedro I de Castilla en 1369, a operaciones bélicas contra Aragón que había conquistado el señorío de Molina de Aragón, que pertenecía a la Corona de Castilla.
En ese momento Pedro IV, acuciado por diversos frentes y ante la alianza castellano-francesa, considera que, ante la posible invasión del ejército castellano, firma el tratado de paz por el que Molina de Aragón se reintegra a Castilla a cambio de una suma de dinero, se abandonan las reclamaciones sobre Murcia, las localidades de Jumilla, Abanilla y Villena vuelven a Castilla y se concierta el matrimonio de su hija Leonor de Aragón con Juan (futuro Juan I de Castilla), el heredero del trono de Castilla. Con este tratado se puede decir que se termina la guerra castellano-aragonesa y es uno de los hechos con los que se empieza a consagrar la futura hegemonía castellana en la península ibérica.